# Abdeslam Moussi
Abdeslam Moussi (14 de junio de 1990; Constantina, Argelia) es un futbolista argelino que juega en el AS Khroub de la Ligue Professionnelle 2 argelina.

## Carrera

### Club
Moussi comenzó su carrera profesional en el US Chaouia. En junio de 2015, firmó un contrato con MC Oran.

### Internacional
En enero de 2016, Moussi se unió a la selección nacional de Argelia A'.